# Nicéphore Ier
Pour les articles homonymes, voir Nicéphore Ier de Constantinople.
Vous lisez un « article de qualité » labellisé en 2019.
Nicéphore Ier (en grec Νικηφόρος Αʹ), dit le Logothète, probablement né vers 750 et mort le 26 juillet 811, est un empereur byzantin régnant de 802 à 811. Son règne intervient au moment d'une période d'instabilité depuis les années 780, qui font suite à la reprise en main de l'Empire par la dynastie isaurienne.
Il arrive au pouvoir en renversant Irène l'Athénienne après avoir été son logothète général. L'Empire byzantin est alors confronté à plusieurs menaces extérieures et à un certain désordre interne, lié à la fois à la crise iconoclaste  en cours et aux réformes économiques et fiscales de l’impératrice. Il mène, tout au long de son règne, d'importantes réformes intérieures particulièrement rigoureuses et guidées par un souci de bonne gestion des finances publiques. Il entreprend aussi une politique de repeuplement de la Grèce et d'une partie des Balkans pour renforcer le contrôle de l'Empire dans cette région, tout en renforçant le système militaire local. Si ces mesures ont parfois été dénoncées par ses contemporains, elles sont jugées favorablement par les historiens modernes qui y voient l'entreprise d'un empereur conscient des forces et des faiblesses de l'Empire, dont les assises en sortent renforcées à long terme.
Confronté à différentes révoltes durant son règne, il parvient néanmoins à défendre son trône tout en cherchant l'apaisement sur le plan religieux. Il évite de relancer la crise iconoclaste et essaie de ne pas se laisser déborder par le parti monastique de Théodore Studite, qui refuse toute prérogative du politique sur le religieux.
Enfin, sa politique étrangère est plus contrastée. Confronté aux menaces de la contestation impériale en Occident, des raids arabes en Orient et de la pénétration bulgaro-slave dans les Balkans, il tente de les juguler une à une. S'il parvient à préserver la frontière avec le califat abbasside, il ne peut espérer reprendre du terrain. En Occident, il défend avec succès les possessions byzantines de Venise et de Dalmatie mais peine à contester la prétention au titre impérial de Charlemagne. Enfin, dans les Balkans, après des succès réels, il échoue dans sa tentative de soumission des Bulgares. Vaincu par le khan Kroum à la bataille de Pliska, il y trouve la mort et laisse l'Empire dans une situation très précaire.

## Sources
Le règne de Nicéphore Ier est principalement connu par le moine Théophane le Confesseur, dont la Chronique s'étend jusqu'à la chute de Michel Ier Rhangabé en 813. C'est une source précieuse, même si sa validité historique n'est pas toujours assurée. En outre, il émet des avis tranchés à l'encontre des différents règnes qu'il décrit et, concernant Nicéphore, son avis est particulièrement négatif, quand il ne cède pas à la haine. Les raisons de ce parti pris sont multiples. Nicéphore renverse Irène, que Théophane loue pour sa politique religieuse hostile à l'iconoclasme, et remet en partie en cause les nombreux avantages fiscaux accordés au clergé par Irène. Sa manière de placer l'aspect politique au-dessus du religieux agace aussi certainement Théophane qui décrit les réformes intérieures de Nicéphore comme les dix vexations imposées à l'Empire. Il incarne, à sa façon, les relations compliquées entretenues par l'empereur avec une partie du clergé.
Les autres auteurs byzantins sont relativement secondaires dans l'analyse du règne de Nicéphore. La chronique de Georges le Moine reprend largement celle de Théophane, mais elle s'en différencie par une interprétation des faits moins défavorable à l'empereur. Le patriarche Nicéphore Ier de Constantinople a laissé quelques écrits éclairant le règne de Nicéphore, en particulier ses relations avec l'Occident. La chronique de Monemvasia qui retrace les relations byzantino-slaves en Grèce est précieuse dans l'analyse de la politique balkanique de Nicéphore tandis qu'une chronique anonyme, dite Chronique de 811, détaille la campagne qui mène à la bataille de Pliska.
Plus largement, la politique étrangère de Nicéphore peut être étudiée grâce à des sources extérieures à l'Empire. Des textes de l'époque de Charlemagne comme les Annales regni Francorum sont utiles à la compréhension des relations entre les deux empires rivaux. Du côté des Arabes, c'est la chronique d'al-Tabari qui présente le contenu le plus riche.
D'autres auteurs, plus tardifs, apportent un éclairage différent sur le règne de Nicéphore, souvent plus favorable que le récit de Théophane le Confesseur, à l'image des chroniques de Michel le Syrien ou Bar Hebraeus.

## Origines et prise du pouvoir

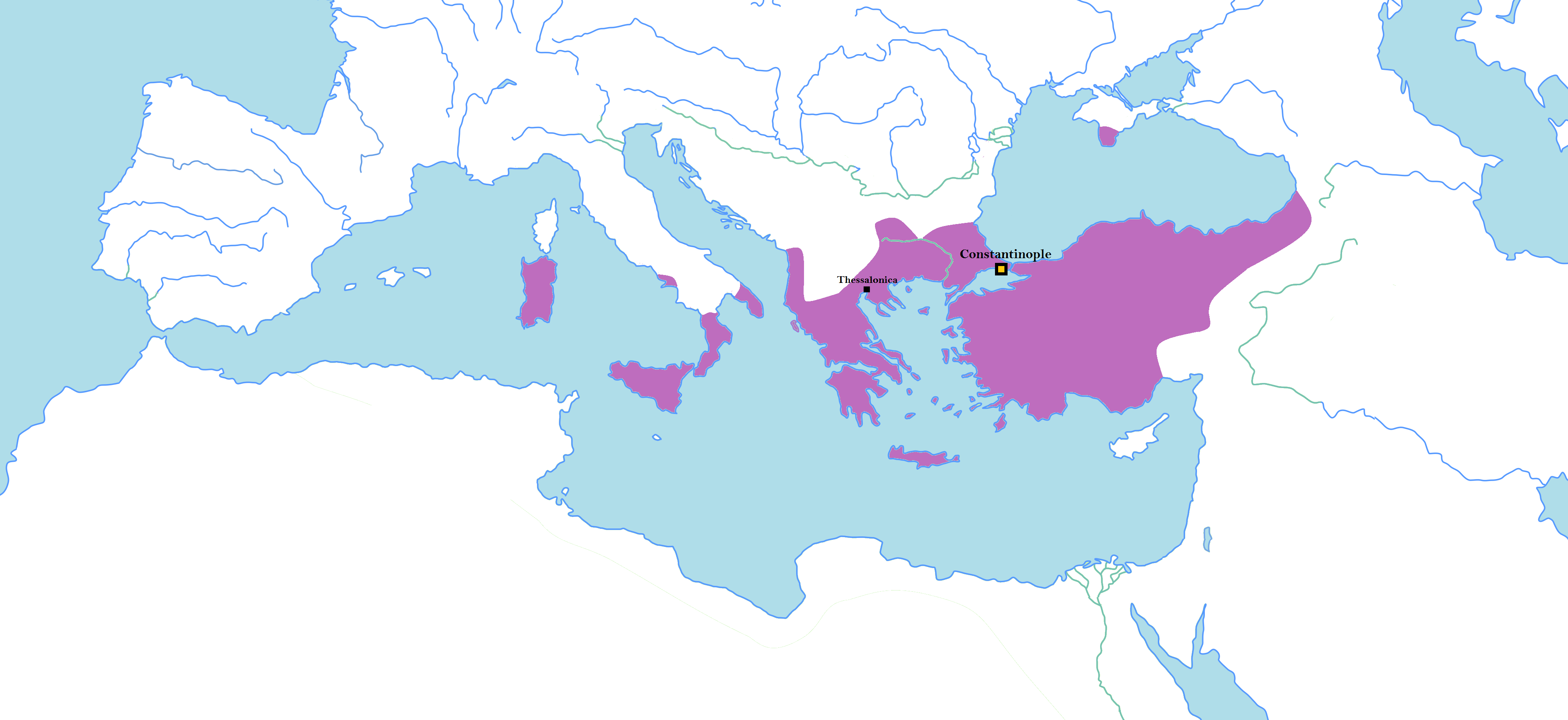
L'Empire byzantin en 802. La souveraineté byzantine sur la Sardaigne est alors largement formelle.

### Origines et personnalité
Nicéphore est un membre de la haute aristocratie byzantine dont les origines demeurent mystérieuses. Né aux alentours de l'année 750, il semble issu d'une famille noble venant de Cappadoce, une région exposée aux raids arabes. Les sources non byzantines lui prêtent une ascendance arabe remontant à la lignée princière des Ghassanides, une dynastie arabe alliée aux Byzantins, jusqu'aux temps des conquêtes islamiques qui auraient contraint les ancêtres de Nicéphore à fuir en Asie Mineure. Néanmoins, cette hypothèse peut difficilement être confirmée.
Il aurait tout d'abord exercé la fonction de percepteur à Adramyttion. Par la suite, il est possible qu'il ait été stratège du thème des Arméniaques, l'une des principales circonscriptions régionales de l'Empire, vers 790. Son soutien à Irène lui aurait coûté ce poste dès lors que l'impératrice est un temps mise à l'écart par son fils Constantin VI. Quand Irène revient sur le devant de la scène, il fait partie de ses courtisans et devient logothète général, l'un des principaux postes de l'administration byzantine, en charge d'une partie des finances publiques. Quoi qu'il en soit, au moment de sa prise de pouvoir, il est un homme d'expérience dont l'âge avoisine la cinquantaine d'années.
Théophane le Confesseur, qui insiste souvent sur ses vices, le décrit pétri d'avarice, ce qui expliquerait ses mesures fiscales rigoureuses. S'il est connu pour son goût de la chasse, il semble avoir eu un mode de vie relativement austère. Il pourrait avoir fréquenté étroitement Georges d'Amastris, un évêque connu pour sa frugalité et, en-dehors de ses apparitions publiques, il est rapporté qu'il aurait revêtu des vêtements simples, voire qu'il aurait dormi à même le sol. Proche de certains milieux monastiques, il entreprend de financer la restauration d'édifices religieux, à l'image d'un grand nombre d'autres empereurs byzantins. À la différence d'un grand nombre d'empereurs, qu'ils soient romains ou byzantins, parvenus au pouvoir par un complot, il n'a que peu d'expérience militaire, hormis son rôle de stratège des Arméniaques. Dans tous les cas, ses compétences militaires restent réduites par rapport à son expérience de logothète général. Cela ne l'empêche pas de mener ses troupes au combat, même si ses choix stratégiques sont parfois discutables.

### La prise du pouvoir

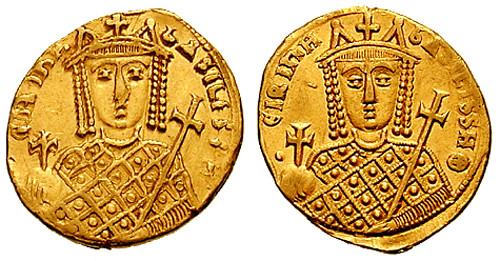
Un solidus à l'effigie d'Irène.

Sous Irène, l'Empire connaît une période inédite de gouvernement par une femme qui revendique le titre, masculin, de basileus. Elle rétablit le culte des images mis à mal par l'iconoclasme et mène une politique fiscale de baisse des impôts pour se concilier les grâces d'une partie de la société, notamment le clergé, même si elle suscite la méfiance parmi une partie de l'armée et de l'aristocratie. Peu à peu, elle devient de plus en plus contestée, d'autant que sa politique étrangère maintient difficilement intactes les frontières byzantines, en particulier face aux Arabes auxquels elle préfère verser un tribut exorbitant pour acheter la paix. En outre, ses mesures fiscales d'allègement font courir le risque d'une perte de revenus importante pour le Trésor impérial. Plusieurs conspirations successives se forment jusqu'à ce que l'une d'entre elles, dirigée par Nicéphore, n'aboutisse le 31 octobre 802 à la déposition d'Irène. Nicéphore est alors soutenu par plusieurs hauts dignitaires dont Nicétas Triphyllios, le domestique des Scholes (virtuellement le chef des armées), son frère Sisinnius, Léon de Sinope, alors sacellaire, ou encore Léon Sérantapechus, un parent d'Irène. Il est difficile de connaître les motivations exactes de ce complot, mais la position de Nicéphore comme logothète général a pu le convaincre que la gestion de l'Empire par Irène devenait de plus en plus mauvaise et nécessitait un changement d'orientation.
Ce groupe de conspirateurs fait croire aux gardes du Grand Palais qu'ils agissent sur les ordres d'Irène, laquelle, cherchant à prévenir une prise du pouvoir par Aétius, un des eunuques de son gouvernement, aurait cédé le pouvoir à Nicéphore. Les gardes semblent croire à cette histoire et ouvrent les portes du Palais. Rapidement, les hommes de Nicéphore prennent le contrôle de la capitale et s'emparent d'Irène en pleine nuit. Dès le lendemain, le patriarche Taraise couronne Nicéphore empereur. Dans l'ensemble, il rencontre peu de résistance, tant de la part des habitants de Constantinople que d'Irène, qui semble se résigner à la situation. Elle exige seulement de pouvoir rester dans le palais d'Éleuthère à Constantinople mais Nicéphore préfère l'exiler dans un couvent. Rapidement, il décide de l'éloigner de Constantinople encore davantage en l'envoyant à Lesbos où elle termine ses jours.
Les premiers mois sont marqués par la consolidation progressive du pouvoir par Nicéphore. Il commence par négocier avec Aétius, mais finit par lui retirer son commandement militaire en Anatolie. À sa place, il nomme Bardanès Tourkos comme monostratège (stratège de plusieurs thèmes) des principaux thèmes asiatiques, de manière à éviter la révolte de ces troupes parfois indisciplinées. De même, après la mort de Nicétas Triphyllios, il place un de ses fidèles, Pierre le Patrice, comme domestique des Scholes. Par ces nominations, il essaie de s'assurer le contrôle d'une armée toujours remuante. Dans l'ensemble, il semble s'être reposé sur un groupe de fidèles originaire de Lycaonie, sa région d'origine. Ceci explique probablement son absence de réaction face au développement d'hérésies dans cette région, en particulier le paulicianisme qui est plus combattu par les empereurs et le clergé byzantin. Dès décembre 803, il fait couronner son fils Staurakios co-empereur pour assurer au plus tôt sa succession et prévenir toute contestation parmi les factions de la haute aristocratie byzantine.

## Politique étrangère
À l'arrivée de Nicéphore sur le trône, l'Empire byzantin fait face à trois menaces. En Occident, l'Empire carolingien s'installe comme une force politique concurrençant la prétention byzantine au titre impérial. En outre, il menace la présence byzantine en Italie. Dans les Balkans, les Slaves et les Bulgares constituent une force susceptible de submerger la domination impériale en Grèce voire de menacer Constantinople, même si Irène est parvenue à stabiliser la situation. Enfin, en Orient, les Arabes demeurent une source de déstabilisation permanente, même s'ils ne tentent plus de s'attaquer à Constantinople. En effet, ils lancent périodiquement des raids destructeurs en Anatolie. Irène, incapable de s'y opposer, finit par accepter un tribut exorbitant pour acheter la paix. Conscient du coût intolérable de cette mesure pour le trésor public, Nicéphore décide dès 803 de mettre un terme au paiement, déclenchant immédiatement des représailles de la part des Arabes.

### Des résultats contrastés en Asie mineure

La carte des thèmes byzantins d'Asie mineure vers 780, peu avant le règne de Nicéphore.

#### Révolte de Bardanès Tourkos
Al-Qasim, le fils du calife Haroun ar-Rachid, se présente à la frontière pour lancer l'offensive. En face, Nicéphore qui s'est blessé à cheval doit déléguer le commandement à Bardanès Tourkos. Or, ce dernier se retrouve à la tête d'une armée au bord de la mutinerie. Selon Théophane le Confesseur, ce sont les mesures fiscales de l'empereur qui suscitent le mécontentement des troupes, mais l'historien moderne Paros Sophoulis est circonspect par rapport à cette explication. Il estime plutôt que c'est la reprise du conflit avec les Arabes, inévitable avec la fin du paiement du tribut, qui provoque la rébellion de la part de troupes mobilisées parmi une population locale peu désireuse d'une nouvelle guerre. Rapidement, les soldats voient en Bardanès Tourkos un prétendant crédible au trône. S'il est possible que le général byzantin ait hésité, il finit par accepter de prendre la tête de cette révolte, officiellement au nom d'Irène. C'est une menace sérieuse pour Nicéphore, car à l'exception des troupes des Arméniaques qui lui restent fidèles, ce sont virtuellement toutes les troupes byzantines d'Asie qui se lèvent contre lui et marchent sans difficultés vers Constantinople. Néanmoins, la rébellion ne s'étend pas à l'intérieur des murs de la capitale, d'autant que la mort d'Irène au début du mois d'août 803 retire à Bardanès la principale justification de son soulèvement. Bientôt, ses soutiens s'étiolent et il est contraint de négocier. Il obtient des garanties de la part du patriarche Taraise et de Nicéphore pour avoir la vie sauve et finit par se retirer sur l'île de Prote où il devient moine, tandis que les autres officiers sont démis de leurs commandements.

Carte de la frontière arabo-musulmane figurant les principales places fortes.

Dans l'ensemble, Nicéphore fait preuve d'une relative clémence, car il doit rapidement réunir des troupes pour combattre les Arabes qui profitent des troubles internes aux Byzantins. Le calife mène désormais une plus grande armée en personne, en plus de celle de son fils. Nicéphore prend la tête des opérations, mais il a rapidement conscience qu'il est mal préparé pour une bataille rangée. Il échange des lettres avec le calife et parvient à obtenir une trêve en échange d'un tribut moins important que celui payé par Irène, d'autant qu'il se limite à la seule année 803. Si la révolte de Bardanès Tourkos n'a finalement pas profité aux Arabes, elle est représentative du mécontentement des soldats envers Nicéphore qui refait surface dans les années suivantes et reste une source constante de troubles tout au long de son règne.

#### Offensives et contre-offensives contre les Arabes
Dès l'année suivante, Haroun ar-Rachid franchit à nouveau la frontière pour piller l'Anatolie. De nouveau, Nicéphore s'apprête à s'y opposer avant de se replier car il a eu vent d'un complot en cours à Constantinople. Au même moment, les Arabes s'attaquent à son armée qu'ils mettent en déroute lors de la bataille de Krasos, près de l'endroit où se rejoignent les thèmes des Bucellaires, de l'Opsikion et des Arméniaques. Nicéphore lui-même échappe de peu à la capture,. En dépit de cette défaite qui pèse sur le prestige de Nicéphore, les Arabes ne poursuivent pas leur avancée et retournent au-delà de la frontière. En effet, le calife fait face sur ses terres à des menaces plus pressantes qui l'empêchent de se concentrer contre les Byzantins. Nicéphore et Haroun finissent par s'accorder autour d'une trêve et d'un échange de prisonniers qui ramènent le calme sur la frontière, au moins pour un temps.
Nicéphore en profite pour renforcer les défenses byzantines. Les remparts d'Ancyre sont restaurés, de même que les forteresses d'Andrasus et de Thébasa dans les Anatoliques. Une fois ces points d'ancrage assurés, l'empereur peut, à la fin de l'été 805, s'aventurer dans un raid contre les terres arabes, une première depuis une vingtaine d'années. C'est la Cilicie qui est visée. Les Byzantins pillent la région, en particulier autour d'Anazarbe, et s'emparent de prisonniers et de butin, parvenant même à prendre la ville de Tarse avant de se replier. Une autre force byzantine assiège sans succès Mélitène tandis que les chrétiens de Chypre, alors condominium byzantino-arabe, se révoltent. En dépit du succès de cette campagne de 805, les Byzantins ne parviennent pas à reprendre de territoires aux Arabes.

#### Unstatu quoindépassable
Une fois revenu de sa campagne au Khorassan, Haroun désire se venger des Byzantins. Il rassemble une vaste armée, comprenant peut-être plus de 100 000 hommes pour ravager la zone frontalière et priver les Byzantins de toute perspective de reconquête. La menace est sérieuse car Nicéphore n'a pas les moyens de rassembler autant d'hommes. Une partie de l'armée arabe pille la Cappadoce, terre natale de l'empereur, tandis que l'autre se dirige vers l'ouest pour attaquer Héraclée. Enfin, une force navale est envoyée à Chypre pour réprimer la révolte,. Nicéphore ne peut faire mieux que d'affronter isolément des petites forces arabes sans se risquer à une bataille rangée contre le calife. Il préfère à nouveau la voie de la négociation, acceptant de payer un tribut annuel de 30 006 solidus d'or dont trois pour lui-même et trois pour son fils, ce qui représente une véritable humiliation. Il s'engage aussi à ne pas reconstruire les forts rasés par les Arabes.
L'empereur byzantin ne tarde pas à violer les termes du traité en consolidant plusieurs forteresses. Le bilan de cette offensive de grande ampleur est contrasté. Si Nicéphore est parvenu à préserver ses terres d'une destruction plus grande, il prend aussi conscience de la supériorité militaire des Arabes dont le potentiel de mobilisation est bien plus important. À moyen terme, cette situation exclut toute expansion territoriale des Byzantins à l'est,.
Jusqu'en 811, les événements en Asie mineure sont de moindre importance. En 807, Haroun lance une offensive en représailles des travaux de restauration interdits et malgré tout entrepris par Nicéphore. Néanmoins, la petite force qu'il envoie est vaincue aux Portes ciliciennes, subissant de lourdes pertes. Le calife réagit par l'envoi d'une nouvelle force, plus nombreuse, dont le corps principal comptant 30 000 soldats rencontre l'armée dirigée par Nicéphore dans le no man's land de la frontière byzantino-arabe. La bataille est indécise et les Arabes sont contraints de se retirer chez eux. Une dernière offensive est lancée par Haroun ar-Rachid, cette fois-ci par mer. Les Arabes incitent les Slaves du Péloponnèse à la révolte, sans succès, et leur flotte qui tente de razzier les îles de la mer Égée est en bonne partie détruite par une tempête,. La mort du calife en 809 engendre une période de troubles au sein du califat abbasside qui libère la pression sur la frontière byzantine jusqu'à la fin du règne de Nicéphore.

### La rivalité impériale avec Charlemagne
Le couronnement de Charlemagne comme empereur des Romains en 800 marque un tournant important. Jusque-là, seul l'Empire byzantin pouvait prétendre au titre d'Empire comme continuateur direct de Rome. Désormais, il fait face à l'Empire carolingien, concurrent symbolisant sa perte d'influence sur les anciennes terres occidentales de l'Empire romain.

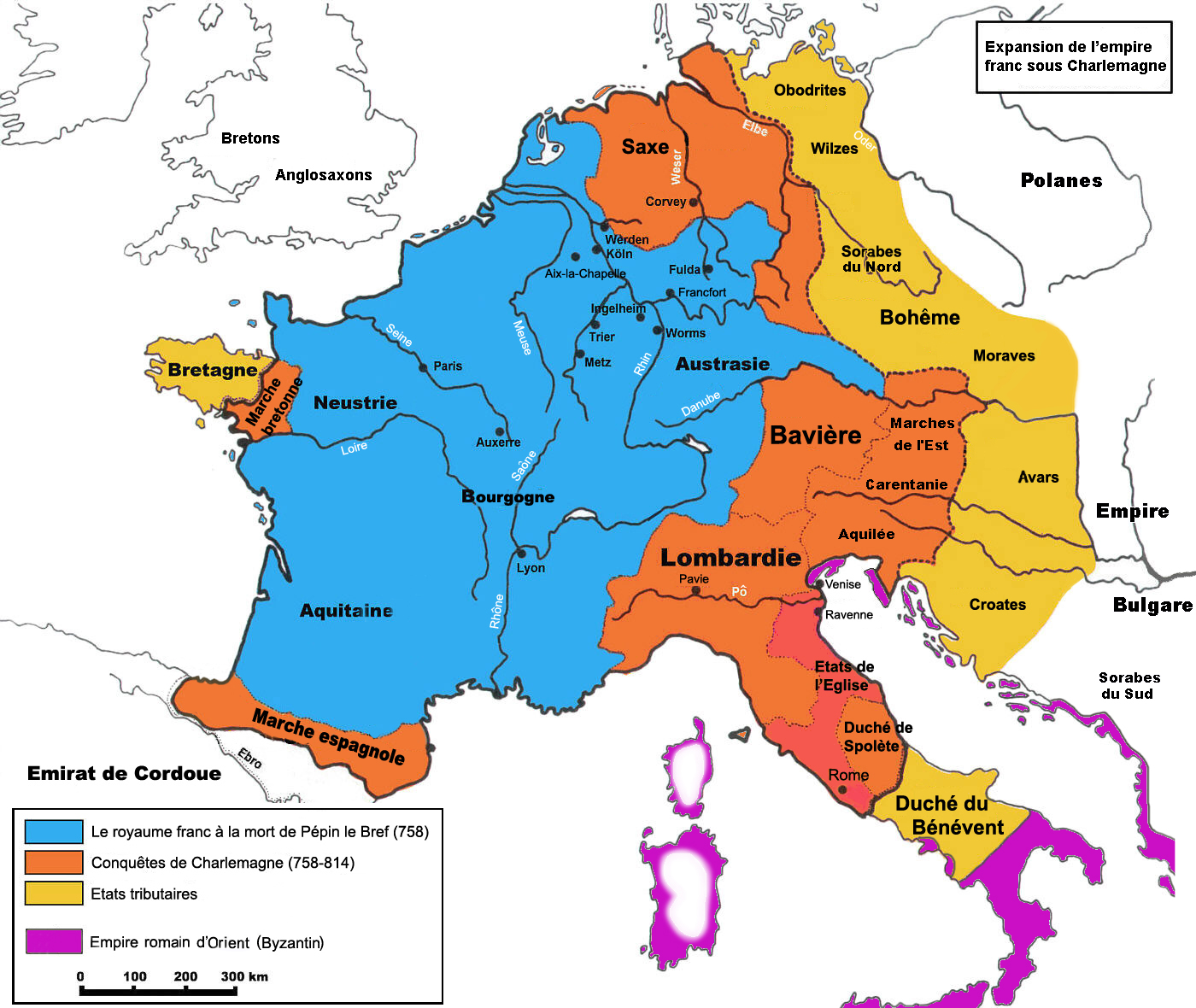
Carte de l'Empire carolingien, montrant la position précaire de Venise et des îles de la côte dalmate.

La prise du pouvoir par Nicéphore met un terme à toute idée de mariage entre Charlemagne et Irène. Ce projet, dont le degré d'avancement reste débattu, aurait permis de calmer la rivalité entre les deux empires, qui s'exprime notamment en Italie où les Byzantins tentent de préserver les terres qu'ils détiennent encore au sud et autour de Venise, à défaut de pouvoir reprendre Rome. Peu après son arrivée sur le trône, Nicéphore envoie une ambassade qui rappelle à Charlemagne son désir de paix tout en ne lui reconnaissant pas explicitement la qualité d'empereur. De son côté, le dirigeant franc reconnaît la suzeraineté byzantine sur Venise et la côte dalmate, mais exige aussi d'être reconnu comme empereur, au risque d'une guerre en cas de refus. Nicéphore prend acte de cette demande mais retarde le moment de sa réponse, ce qui lui assure quelques années de paix,.

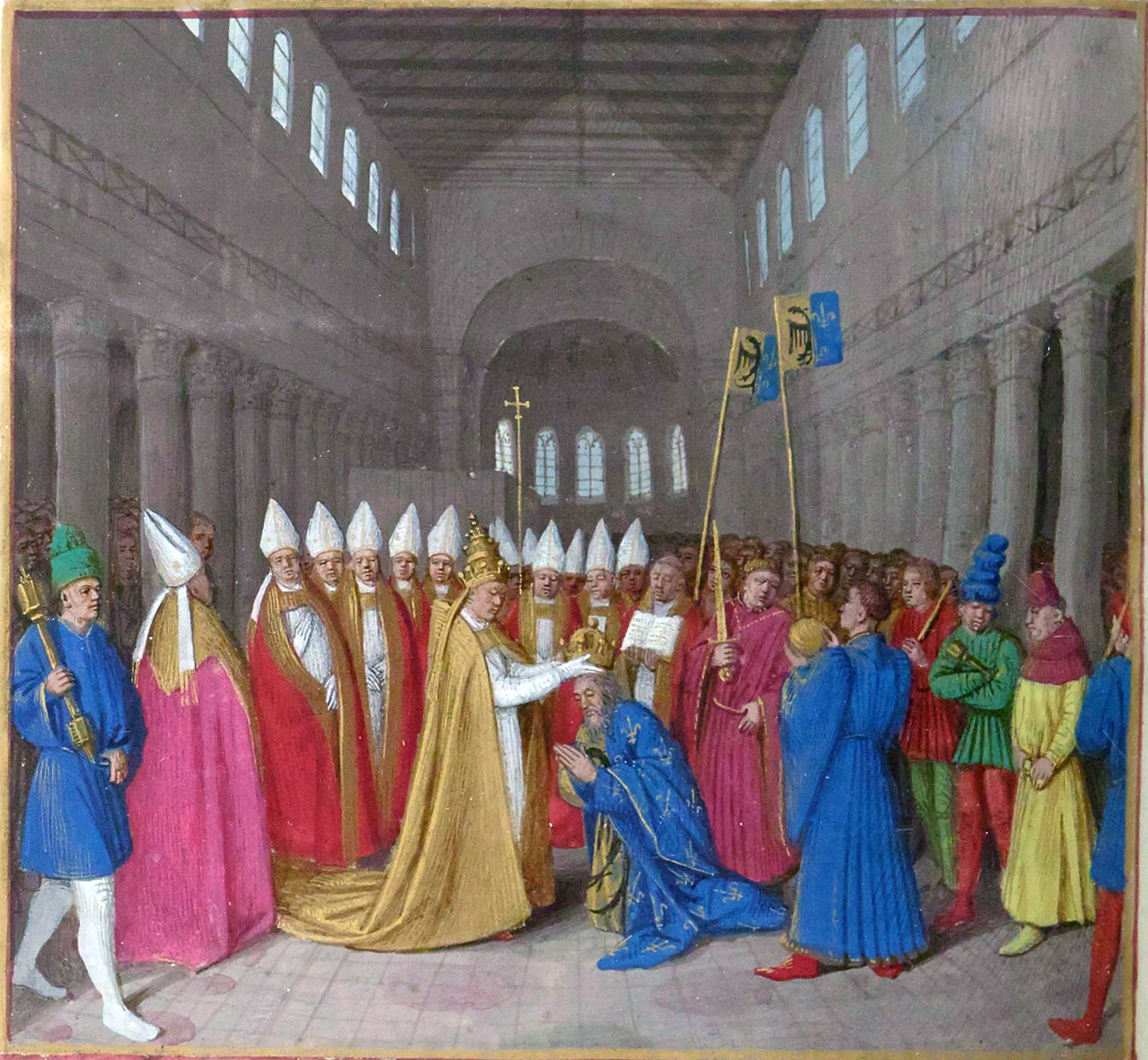
Couronnement de Charlemagne. Enluminure de Jean Fouquet, Grandes Chroniques de France, Paris, BnF, ms. Français 6 465, vers 1460.
Les costumes des personnages reflètent la mode du milieu du XVe siècle.

Néanmoins, Nicéphore n'a guère les moyens d'assurer une présence effective au nord de l'Adriatique où ses possessions agissent en principautés quasi-indépendantes. À Venise, deux frères, Obelerio et Beato, se proclament ducs en 804. Après avoir tenté de s'emparer de la Dalmatie, ils envoient des émissaires à Aix-la-Chapelle en 806 pour se soumettre à Charlemagne et garantir leur position. L'empereur franc accepte, dès lors que Nicéphore n'a pas daigné répondre à sa lettre. Désormais, Venise et la Dalmatie sont considérées comme une dépendance des possessions italiennes de l'Empire carolingien, dirigées par Pépin d'Italie. Pour Nicéphore, c'est une provocation à laquelle il réagit immédiatement par l'envoi d'une flotte à l'automne 806, dirigée par Nicétas le Patrice. Les deux frères Obelerio et Beato préfèrent revenir sur leur allégeance à Charlemagne que d'affronter la flotte byzantine et vont même jusqu'à l'aider à reprendre le contrôle de la côte dalmate qu'eux-mêmes convoitaient. Nicétas le Patrice parvient à trouver un terrain d'entente avec Pépin : une trêve est signée. S'il confère à Obelerio le rang de spathaire, le confirmant à la tête de Venise, il ramène avec lui Beato et d'autres dignitaires locaux pour garantir l'obéissance de cette possession lointaine de Constantinople. Finalement, Nicéphore autorise Beato à repartir après lui avoir conféré la dignité de consul.
En 808, la trêve avec Pépin a expiré et Nicéphore envoie une nouvelle flotte dirigée par Paul le Patrice en Dalmatie pour prévenir une attaque franque. Au printemps 809, l'amiral byzantin passe à l'attaque, mais il est battu près de l'île de Comacchio, ce qui le contraint à se replier vers Venise où les deux frères sont réticents à lui apporter un soutien trop affirmé. Bientôt, face à l'impossibilité d'un compromis avec Pépin et au risque d'une trahison par Obelerio et Beato, Paul choisit de battre en retraite. En 810, Pépin peut s'emparer de la région de Venise et lancer des raids contre la Dalmatie. Une partie des Vénitiens préfère s'installer à Rialto, à l'abri d'une attaque terrestre. Ils parviennent ainsi à repousser une tentative de Pépin de pénétrer dans la lagune. Au début de l'été de 810, Paul revient avec une nouvelle flotte et, sans avoir à combattre, obtient le retrait des Francs dont la position est fragilisée par la mort de Pépin le 8 juillet. Pour les Byzantins, il devient impératif de se débarrasser d'Obelerio et Beato dont la loyauté est à l'évidence fluctuante. Les Vénitiens se choisissent alors un nouveau duc (ou doge), Angelo Participazio, qui transfère la capitale de Malamocco à Rialto, la matrice de la future république de Venise.
Tant pour Nicéphore que pour Charlemagne, il apparaît nécessaire de signer une nouvelle trêve. Du côté des Byzantins, les efforts consentis dans la défense de la présence impériale en Dalmatie deviennent coûteux et obèrent les possibilités d'intervenir sur d'autres frontières, notamment dans les Balkans. Une ambassade byzantine arrive à Aix-la-Chapelle à l'automne 810. Comme précédemment, les Byzantins restent évasifs sur le titre d'empereur que revendique Charlemagne. Sans remettre explicitement en cause cette prétention, ils ne la reconnaissent pas non plus. L'empereur franc accepte la paix et reconnaît la suprématie de Constantinople sur Venise et la Dalmatie. Néanmoins, il décide d'envoyer une ambassade jusqu'à la capitale byzantine, de manière à obtenir une reconnaissance en bonne et due forme de son statut d'empereur. Cette délégation prévoit aussi de livrer Obelerio et part au début de l'année 811. La mort de Nicéphore cette même année l'empêche de répondre à Charlemagne, mais il a pu obtenir une paix de principe avec l'Empire franc, connue sous le nom de Pax Nicephori.

### L'expansion puis le désastre dans les Balkans

Les thèmes byzantins d'Europe vers 900. Certains d'entre eux (Strymon, Nicopolis) sont fondés après la mort de Nicéphore.

#### Une reprise en main progressive des Balkans
Nicéphore se consacre au front balkanique à partir de 805, après s'être assuré de la paix en Orient. À cette époque, la domination byzantine sur la péninsule est sérieusement compromise par les Slaves et les Bulgares qui se sont taillé des territoires à l'intérieur des terres. Seules les régions littorales de la Grèce actuelle sont réellement contrôlées par les Byzantins qui, sous le règne d'Irène, sont peu ou prou parvenus à s'étendre à l'intérieur des terres avec la création du thème de Macédoine. Dans un premier temps, l'empereur souhaite reprendre l'entier contrôle du Péloponnèse qui a connu des incursions slaves. Il confie cette mission à Sklèros, le stratège du thème de l'Hellas, qui y parvient aisément lors de l'année 805. Pour capitaliser sur ce succès, Nicéphore souhaite prévenir toute rébellion des Slaves de la région en les isolant au sein d'une importante population grecque. Il prend des mesures pour encourager l'immigration de populations byzantines dans le Péloponnèse et la reconstitution de cités dans la région, tandis que la ville de Patras est reconstruite. La plupart de ces colons viennent d'Italie et en particulier de la ville de Rheggium où se seraient réfugiés d'anciens habitants de la Grèce lors des incursions slaves. Cette pacification durable du Péloponnèse est l'une des principales réussites militaires de Nicéphore, puisqu'elle assure un meilleur contrôle de la Grèce et favorise les communications avec les possessions les plus occidentales de l'Empire, en particulier en Italie. La création du thème du Péloponnèse confirme cette mainmise territoriale,. Néanmoins, Warren Treadgold souligne que l'événement contribue peu au prestige de l'empereur puisque les victoires acquises contre les Slaves sont considérées comme moins glorieuses que celles contre les Arabes, perçus comme la principale menace.

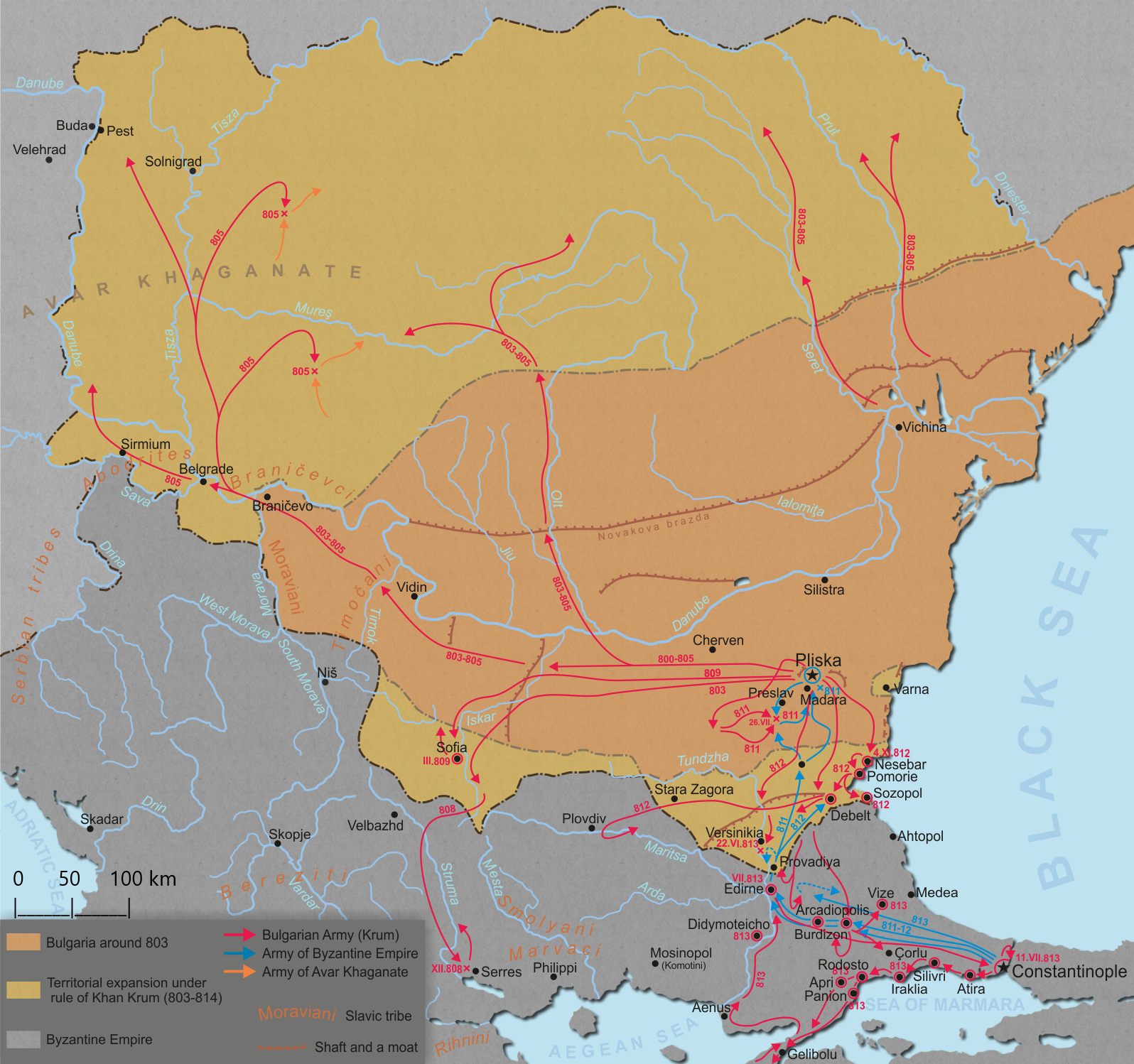
La Bulgarie au début du IXe siècle.

La deuxième moitié du règne de Nicéphore, lors de laquelle la menace califale est moins nette, permet une concentration plus grande des forces byzantines dans les Balkans. En outre, la frontière septentrionale des Bulgares est fragilisée par l'effondrement du khaganat des Avars, ce qui les rend plus vulnérables. En 807, l'expédition prévue est interrompue à Andrinople du fait d'une rumeur de complot de la part d'officiers originaires de Cappadoce, la région dévastée par les Arabes l'année précédente. L'empereur retourne à Constantinople et les forces byzantines se contentent de rester dans la région de la Thrace. En 809, la cité fortifiée de Sardica (aujourd'hui Sofia) sert de quartier-général à l'armée byzantine tandis qu'elle est repeuplée de colons. Elle est l'une des forteresses qui fixe la frontière avec les Bulgares situés au-delà, aux côtés des places fortes d'Andrinople, de Philippopolis et de Develtos. Dans l'ensemble, à cette date, les Byzantins semblent avoir largement consolidé leur emprise sur la péninsule balkanique. Warren Treadgold estime les forces byzantines du thème de Macédoine à 12 000 hommes vers 810 contre 3 000 à sa création sous Irène, attestant d'un recrutement dynamique. En parallèle, Nicéphore poursuit sa politique de repeuplement des terres reconquises en essayant d'attirer des colons en Thrace et en Macédoine.

#### La politique de colonisation
La politique de colonisation de Nicéphore est un aspect primordial de son règne. Elle est une réponse à la perte de contrôle de l'Empire sur certains territoires, principalement dans les Balkans où les Slaves et les Bulgares ont peu à peu repoussé les populations impériales vers le littoral, les contraignant même parfois à des exils plus lointains. De ce fait, toute reprise de contrôle durable de l'Empire est rendue plus complexe. Cette politique permet aussi de repeupler des territoires en partie désertifiés par les effets de la migration slave. Elle doit garantir des revenus fiscaux, mais aussi des effectifs pour les armées thématiques qui constituent la base du système défensif byzantin,. Walter Kaegi émet l'hypothèse que cette politique est également un moyen de réduire l'esprit séditieux des troupes asiatiques, en les divisant et en les affaiblissant par ce déplacement de population. Pour autant, ces mouvements de population ne concernent pas que l'Asie Mineure. Il semble que des descendants d'habitants de Grèce forcés à l'exil en Calabre face à la progression des Slaves reviennent sur leur terre d'origine au début du IXe siècle, après parfois plus de deux cents ans d'exil.
Si Nicéphore s'appuie d'abord sur le volontariat pour favoriser l'arrivée de colons, en leur donnant accès à la propriété terrienne, il en est parfois rendu à utiliser des méthodes plus coercitives. En effet, malgré les avantages accordés, peu de Byzantins prennent le risque d'un établissement durable aux frontières de l'Empire. Pour garantir la réussite de cette entreprise, il ordonne un recensement de la population, de manière à connaître avec précision les zones denses et les régions « vides ». Ce recensement favorise aussi l'efficacité de l'administration fiscale puisque l'imposition foncière repose désormais sur un registre mis à jour,.
En 809, un édit impérial prévoit le déplacement forcé des familles sélectionnées. Le processus est drastique. Si les familles peuvent emporter leurs biens et se voient garantir de nouvelles terres sur leur lieu d'implantation, l'État s'empare de leur propriété d'origine. Certaines de ces propriétés sont ensuite redécoupées entre les voisins de la famille expropriée. Cette mesure s'inscrit en parallèle de la réorganisation administrative des possessions byzantines dans les Balkans dont les thèmes sont remaniés. Dans l'ensemble, malgré les critiques dressées par Théophane le Confesseur, cette politique semble avoir été bien gérée. À long terme, elle assure une incorporation progressive des éléments slaves de Grèce et leur conversion,,. Peter Charanis va jusqu'à considérer Nicéphore comme le « sauveur de la Grèce » du fait de cette action de préservation de la population grecque.

#### La catastrophe de Pliska

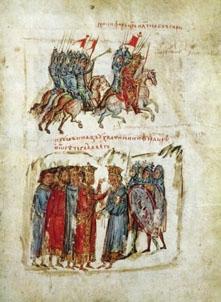
Miniature issue de la chronique Manassès présentant la campagne de 811 avec, en haut, l'entrée de Nicéphore en Bulgarie et, en bas, sa capture par Kroum.

Cependant, c'est aussi en 809, alors que les Byzantins sont en situation favorable, que les Bulgares s'imposent comme une véritable menace. Une attaque surprise est lancée contre les forces du thème de Macédoine qui sont mises en déroute au début du printemps, tandis que la ville de Serdica est prise par le khan Kroum. Toute la garnison et une bonne partie de la population sont tuées et la ville rasée. En quelques jours, Nicéphore réagit et occupe Pliska, la capitale bulgare. Néanmoins, l'armée que dirige Nicéphore est celle des tagmata, les régiments d'élite de l'armée permanente de l'Empire, qui se distingue des forces thématiques mobilisées uniquement en cas de nécessité. Or, Nicéphore n'a pas amené avec lui la paie due à ses hommes à cette période de l'année. En outre, ces régiments sont hostiles à toute idée de reconstruction de Serdica, estimant que cette tâche n'incombe pas à des soldats d'élite. Une mutinerie ne tarde pas à éclater, seulement éteinte par la promesse de Nicéphore de revenir à Constantinople et de payer les soldes en retard.
En 811, Nicéphore planifie une nouvelle expédition d'ampleur contre les Bulgares, dont l'objectif est potentiellement de les soumettre à l'orbite byzantine. Son armée comporte plusieurs dizaines de milliers d'hommes, venant à la fois des différents thèmes mais aussi des tagmata de l'armée centrale. Il en prend le commandement direct et est notamment accompagné de son fils Staurakios ainsi que d'un grand nombre de hauts dignitaires impériaux. En face, le khan Kroum tente de négocier la paix mais Nicéphore refuse.

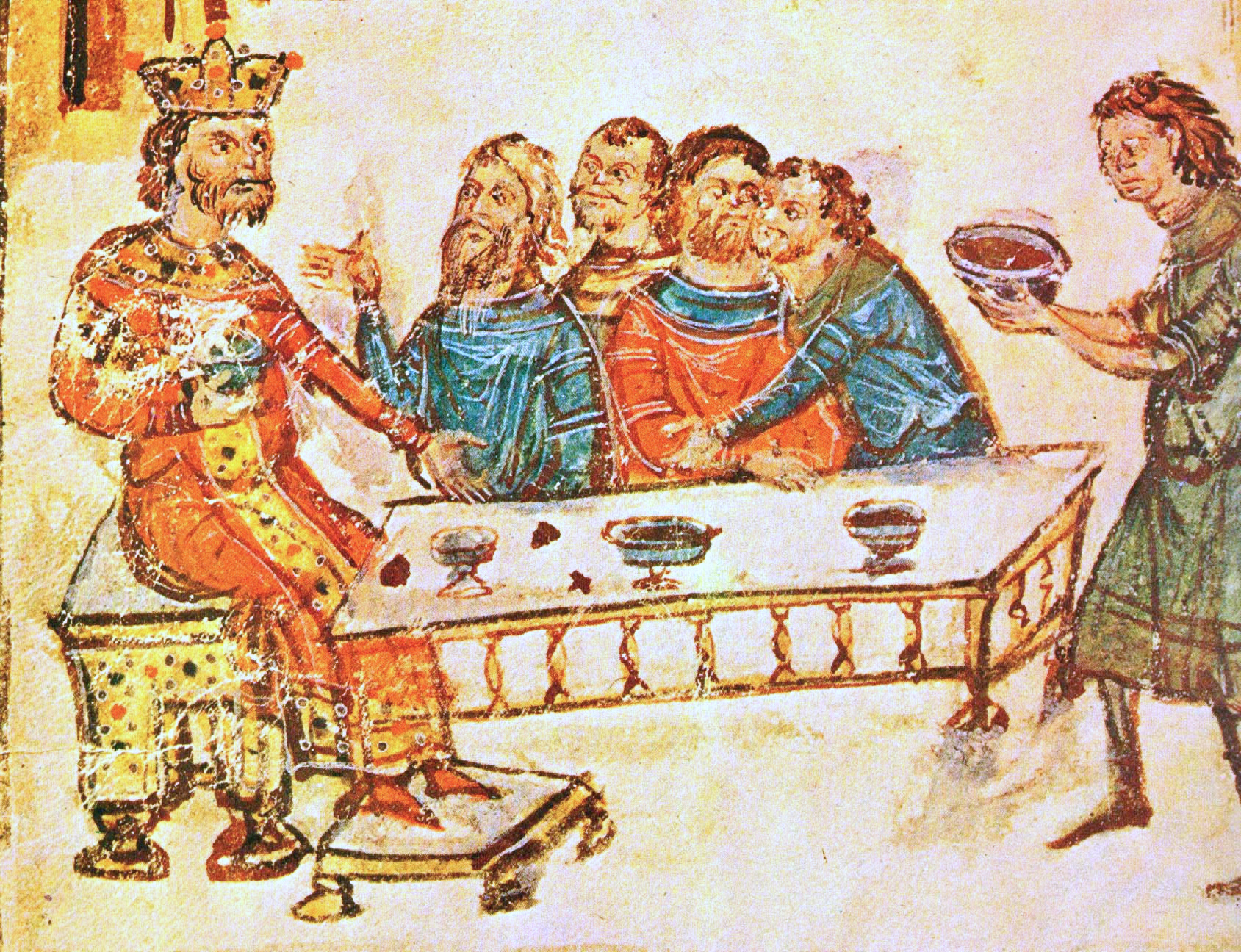
Kroum célébrant sa victoire sur Nicéphore Ier, miniature de la chronique de Jean Skylitzès.

Le 11 juillet, l'armée byzantine prend par surprise la garnison de Pliska qui est massacrée, de même que les renforts qui arrivent le lendemain. La ville de Pliska est rasée et le butin partagé entre l'ensemble de la troupe. Après quelques jours, Nicéphore reprend sa marche vers Serdica où Kroum s'est réfugié avec le reste de l'armée bulgare, renforcée d'éléments slaves et avars. Sur le chemin, l'armée byzantine s'aventure au travers de vallées. Dans l'une d'elles, les Bulgares en ont hâtivement fortifié les deux flancs de manière à piéger les Byzantins qui s'y sont avancés. Le 26 juillet, les Bulgares passent à l'offensive et visent directement le camp impérial. Celui-ci est submergé et l'empereur tué dans la mêlée, tandis que l'armée byzantine tente de s'enfuir. Les pertes sont terribles pour l'Empire, d'autant que de nombreux officiers et hauts dignitaires périssent dans la bataille. Staurakios est gravement blessé, même s'il parvient à rejoindre Constantinople. Le corps de Nicéphore est découvert par Kroum, qui le fait décapiter avant de l'exposer plusieurs jours. Enfin, il fait plaquer de l'argent sur son crâne dont il se sert comme coupe à boire, rajoutant à l'humiliation des Byzantins. Pour la première fois depuis la mort de Valens en 378 au cours de la bataille d'Andrinople, un empereur des Romains est tombé sur le champ de bataille,,.
Si les Bulgares sont finalement repoussés deux ans plus tard, l'ampleur de la défaite de Pliska est considérable et déstabilise profondément l'Empire,. Staurakios ne succède que durant quelques mois à son père. Paralysé par une blessure à la nuque, il n'est guère en mesure de tenir les rênes du pouvoir alors que les rivalités politiques commencent à s'affirmer à Constantinople. Son beau-frère Michel Ier Rhangabé prend la tête de l'Empire pour deux ans seulement avant de se retirer dès 813 à la suite d'une nouvelle défaite contre les Bulgares. Léon V l'Arménien rétablit finalement la situation. À plus long terme, la défaite de Pliska consacre l'existence d'une entité bulgare indépendante aux portes de Constantinople et met un coup d'arrêt à l'extension territoriale impériale dans les Balkans. C'est seulement deux siècles plus tard, en 1018, que Basile II soumet enfin les Bulgares.

## Politique intérieure

### Réformes administratives et militaires
Sur les plans administratif et militaire, Nicéphore procède aussi à des réorganisations. Dans les Balkans, la consolidation de la souveraineté byzantine lui permet de développer des thèmes dans la région. En plus de la création du thème de Péloponnèse déjà citée, il pourrait avoir créé celui de Céphalonie sur la côte adriatique, dirigé par Paul le Patrice, avec pour ambition d'en faire un vecteur du contrôle byzantin sur la côté dalmate jusqu'à Venise. En Grèce centrale, il aurait enfin créé le thème de Thessalonique centré autour de la deuxième ville de l'Empire. Ces thèmes sont autant de circonscriptions militaires qui peuvent mobiliser rapidement des troupes pour assurer la défense de la frontière face aux Slaves et aux Bulgares. En ce qui concerne l'armée centrale et permanente, celle des tagmata (régiments), il crée la tagma (régiment) des Hikanatoi, espérant disposer par là d'un corps de troupes fidèles. Enfin, pour renforcer la marine byzantine, il implante de force des paysans sur des terres proches des littoraux, pour en faire des stratiotes sur le modèle de l'armée de terre, c'est-à-dire des paysans soldats mobilisables en cas de guerre.
Au-delà de la politique de colonisation déjà citée qui vise à renforcer la présence byzantine dans les régions frontalières, Nicéphore est attentif à l'implication du plus grand nombre dans la défense de l'Empire. Il s'assure que les paysans mobilisables sont effectivement en mesure de combattre. Pour cela, quand un paysan n'est pas assez riche pour acheter son équipement, ce sont les habitants de son village qui doivent y contribuer en versant 18,5 nomismata par soldat,. C'est le principe de responsabilité collective de l'impôt par lequel les villageois deviennent des sustratiotai, des compagnons de service militaire. Grâce à cette mesure, l'efficacité des armées thématiques est renforcée. Selon Leslie Brubaker et John Haldon, les réformes de Nicéphore vont même au-delà. Elles lient fermement la possession de la terre avec une obligation fiscale et militaire. Par conséquent, ils estiment qu'elles créent véritablement les armées thématiques en tant que forces militaires recrutées localement et mobilisables rapidement,,. À cet égard, Élisabeth Malamut et Georges Sidéris parlent d'une « armée permanente au moindre coût ».

### Des réformes fiscales et économiques rigoureuses
Nicéphore Ier engage une profonde réforme des finances avec, entre autres, la suppression des exemptions d'impôts, l'interdiction des prêts privés aux commerçants, l'imposition des propriétaires et la taxe sur les héritages et les trésors. Ces mesures, parfois impopulaires, permettent d'assainir les finances de l'empire.
La politique fiscale de Nicéphore est rigoureuse. Elle tranche avec les prodigalités souvent accordées par Irène, qui risquaient de fragiliser le trésor impérial. L'expérience de Nicéphore comme logothète explique sûrement son souci de finances publiques saines, au risque de compromettre sa popularité auprès de larges pans de la population, y compris de l'aristocratie. Parmi les mesures importantes qu'il prend pour réduire les dépenses de l'État, son rejet du tribut payé aux Arabes dès 803 est parmi les plus fortes, étant donné ses conséquences. En outre, il revient sur plusieurs décisions d'Irène, mettant fin aux remises d'impôts sur le commerce urbain (le kommerkion) et sur les successions qu'elle avait accordées. Plus encore, tout accroissement substantiel de patrimoine est imposé, qu'il soit issu d'un héritage ou non. De manière générale, le nouveau gouvernement est attentif à collecter les arriérés d'impôts qui ont pu s'accumuler. Il confisque des terres données par Irène à diverses institutions religieuses et les oblige à payer de nouveau le fouage (kapnikon) qu'elles ne payaient plus,. Le commerce des esclaves est aussi plus fortement taxé. Alors que l'impôt est prélevé uniquement à Abydos sur les esclaves en route pour Constantinople, l'ensemble des transactions concernant des esclaves sont désormais taxées,. Quant à l'impôt de base, il est augmenté pour tous les contribuables.
Nicéphore est aussi attentif à réduire la corruption, en créant un tribunal spécifiquement chargé de juger les affaires de cette nature. Il lui arrive d'ailleurs d'être personnellement présent lors des audiences. Rapidement, il gagne la réputation d'être un défenseur des plus pauvres face aux abus des riches. L'empereur met en place le système de l’hikanosis : tout propriétaire terrien dont les revenus fonciers sont supérieurs à ce qu'ils devraient être au regard des taxes qu'il verse peut voir une partie de ses propriétés expropriées et revenir au fisc,. Au-delà, les contribuables qui se sont rapidement et substantiellement enrichis sont taxés comme découvreur ou inventeur de trésor. L'ensemble de ces mesures fiscales est largement favorisé par le recensement déjà mentionné, qui permet au gouvernement impérial d'avoir une idée relativement précise des possessions de ses habitants.
Nicéphore intervient aussi sur la situation commerciale de l'Empire. Pour stimuler le commerce, il prend une décision forte en imposant aux armateurs un prêt d'argent public au taux de 16,66 %, soit le double du cours de l'argent de l'époque. Il espère qu'en retour, les marchands investiront dans le développement des échanges,,. En parallèle, il bannit le prêt avec intérêts, sauf pour l'État, même si le champ d'application exact de cette prohibition reste incertain,.
Si les réformes de Nicéphore sont ambitieuses et rigoureuses, voire sévères, elles sont rarement révolutionnaires. Elles s'inspirent souvent de pratiques passées, comme le repeuplement de régions entières, ou bien représentent simplement l'application de règles toujours en vigueur mais non mises en œuvre, soit par négligence, soit sciemment au gré de décisions des prédécesseurs de Nicéphore, notamment dans le domaine fiscal. Cela explique pourquoi il exige des arriérés d'impôts importants, car il part du principe que la mesure n'est pas nouvelle et qu'elle ne fait que rétablir une situation qui n'aurait pas dû s'interrompre. Pragmatique, Nicéphore apparaît surtout comme un profond connaisseur de l'administration et des finances de l'Empire dont il essaie d'exploiter le plein potentiel.

### La révolte d'Arsaber le patrice
Le règne de Nicéphore est émaillé de plusieurs révoltes, ce qui est relativement courant dans le contexte byzantin, surtout lors d'un règne issu d'une conspiration. En outre, les mesures économiques et fiscales, mais aussi la politique religieuse développée ci-après, soulèvent parfois des protestations au sein d'une élite byzantine divisée entre plusieurs factions. En 808 intervient l'un des complots les plus importants, dirigé par le questeur du palais sacré (responsable de l'élaboration des lois) Arsaber. Il regroupe plusieurs fonctionnaires mais aussi des membres éminents du clergé, proches notamment du patriarche de Constantinople Nicéphore Ier qui est probablement visé aussi. Il est difficile de connaître les raisons exactes de cette tentative de renversement de l'empereur. Le clergé lui reproche probablement ses mesures fiscales ainsi que sa politique religieuse, mais il pourrait aussi regretter une perte d'influence sur le gouvernement de l'Empire depuis la chute d'Irène. Quoi qu'il en soit, Nicéphore découvre la machination et fait fouetter et exiler ses principaux chefs, dont Arsaber. Comme souvent, l'empereur fait preuve d'une relative clémence à l'égard de ses ennemis,,,.

## Politique religieuse

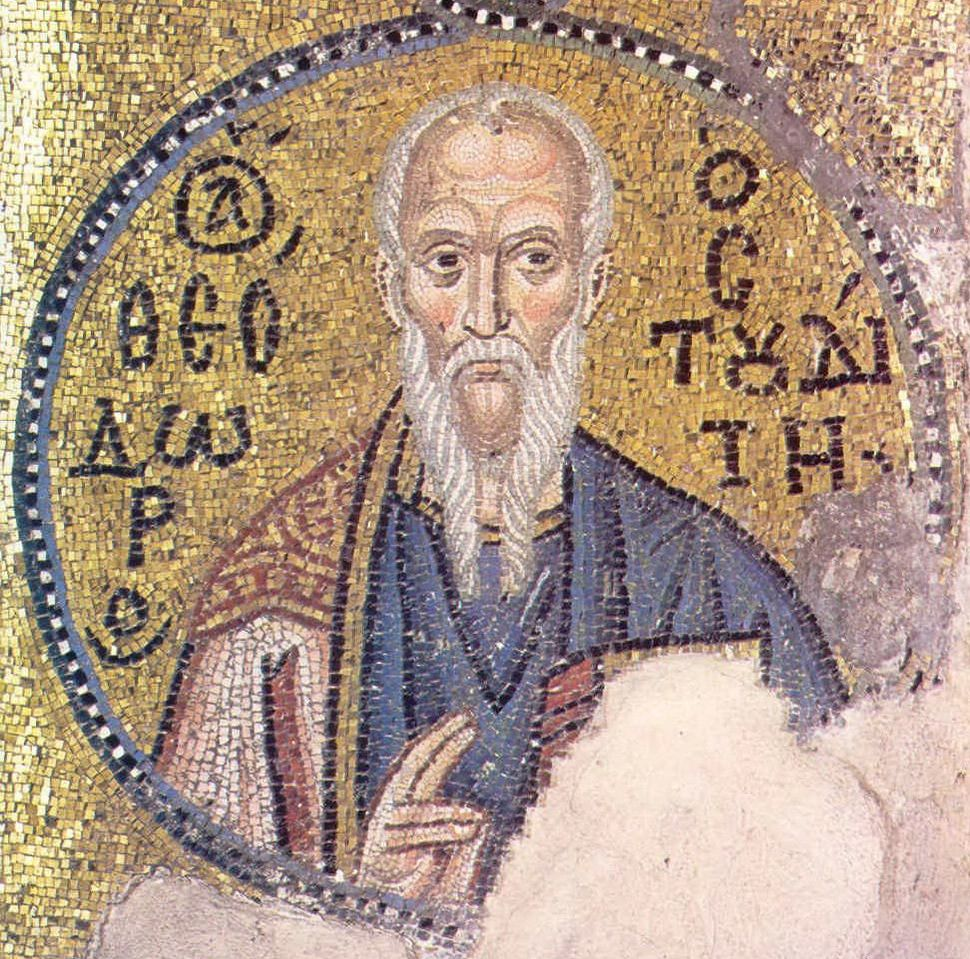
Mosaïque du XIe siècle du monastère Nea Moni de Chios, représentant Théodore Studite, principale figure religieuse byzantin à l'époque de Nicéphore Ier.

Au moment du règne de Nicéphore, l'Empire byzantin est tiraillé par la crise iconoclaste où partisans et opposants des images s'affrontent dans une querelle religieuse mais aussi politique. Irène a rétabli le culte des images après des décennies d'iconoclasme et Nicéphore ne revient pas sur cette décision. Il cherche surtout à éviter une dégradation de la situation interne de l'Empire et ne mène aucune politique de répression. En revanche, sa volonté de mettre au second plan les préoccupations religieuses au profit du bon fonctionnement de l'Empire lui aliène une partie du clergé. Plus largement, son règne s'inscrit dans un moment de confrontation entre le pouvoir temporel et le pouvoir spirituel dans lequel ce dernier tente de s'opposer aux immixtions trop profondes de l'empereur sur le terrain religieux.
Au début de son règne, le siège patriarcal de Constantinople, plus haute autorité religieuse de l'Empire, est occupé par Taraise, avec qui il entretient de bonnes relations. Sa mort en 806 constitue un défi de taille, car Taraise était parvenu à concilier des tendances contraires au sein du clergé byzantin. Aucun successeur évident n'apparaît. Théodore Studite semble le mieux placé, mais il est considéré comme trop rigide sur un plan théologique. Il est la grande figure religieuse du tournant du IXe siècle. Sous Irène, il refonde le monastère du Stoudion qui devient le plus important de Constantinople et le lieu d'implantation des Studites, un mouvement religieux qui regroupe un grand nombre de moines et de prêtres byzantins dont Platon de Sakkoudion. Ils sont les tenants d'une vision rigoriste du monachisme et inflexibles sur les principes religieux.
Dans cette situation, il appartient au collège électoral de proposer des candidats à l'empereur qui est libre de choisir le plus apte à la fonction. Là encore, aucun favori ne semble se dégager et Nicéphore décide de nommer un homonyme, Nicéphore Ier. Il s'agit d'un laïc, comme Taraise, qui a occupé divers postes de fonctionnaire. Il est possible que l'empereur ait voulu promouvoir un homme relativement discret et de peu d'envergure, mais aussi souple sur les aspects théologiques, de manière qu'il ne constitue pas un obstacle à d'éventuelles décisions politiques. En revanche, cette nomination crée des crispations au sein du clergé. Théodore le Studite et son oncle, Platon de Sakkoudion, ressentent mal la promotion d'un laïc à un tel poste et font peser le risque d'un schisme. Nicéphore réagit en arrêtant les deux religieux. Quant au nouveau patriarche, il est à la hâte fait moine puis prêtre et consacré patriarche le jour de Pâques, le 12 avril 806. L'empereur peut alors libérer Théodore et Platon, car toute opposition de leur part devient plus improbable étant donné que le trône patriarcal est désormais occupé,,.
Peu après, l'empereur prend une autre décision qui irrite Théodore le Studite. Il réhabilite un prêtre du nom de Joseph, excommunié quelques années plus tôt pour avoir célébré en 795 le remariage de Constantin VI, réputé adultérin. Il désire certainement le récompenser de son rôle d'intermédiaire joué dans les négociations avec Bardanès Tourkos et, pour cela, demande au patriarche d'ouvrir un synode local de quatorze évêques qui rétablit Joseph comme membre du clergé. Cette prise de position déplaît à Théodore et Platon, tenants d'une posture plus intransigeante, mais ils ne peuvent prendre part au vote car ils n'ont pas le statut d'évêques. Ils protestent en s'abstenant de participer à divers offices et célébrations mais l'empereur, conciliant, évite de les pousser vers une trop forte hostilité. Ainsi, il nomme comme métropolite de Thessalonique, la deuxième cité de l'Empire, le frère de Théodore, un certain Joseph,. Théodore manifeste rapidement à nouveau son refus de la politique religieuse de l'empereur et de la réhabilitation de Joseph. Il refuse de participer à des cérémonies en sa présence. Face à cette nouvelle manifestation d'opposition, Nicéphore démet d'abord son frère de ses fonctions de métropolite de Thessalonique, puis, il l'arrête en compagnie de Théodore et de Platon. Ils sont excommuniés par un synode et exilés sur les îles des Princes,.

## Historiographie

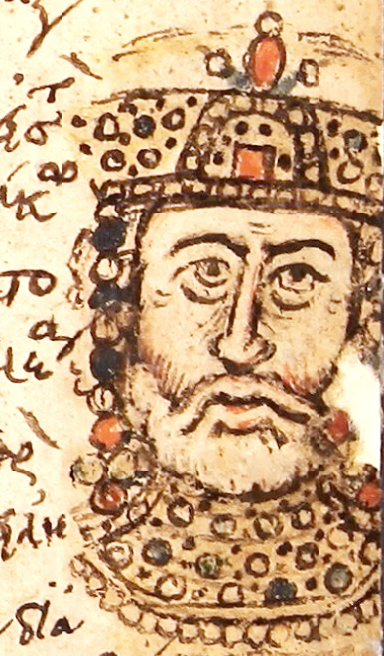
Portrait de Nicéphore Ier dans le mutinensis gr. 122, manuscrit byzantin du XV.

L'appréciation du règne de Nicéphore par ses contemporains est largement dominée par Théophane le Confesseur qui le critique ardemment, dans une forme de damnatio memoriae, même si d'autres auteurs médiévaux lui sont plus favorables, comme Michel le Syrien (XIIe siècle) qui le qualifie d'« d'homme vigoureux et capable de gouverner ». Dans son œuvre Histoire de la décadence et de la chute de l'Empire romain, l'historien britannique du XVIIIe siècle Edward Gibbon est dans la droite ligne de Théophane et dénonce l'avarice d'un empereur qui fait régner une terreur fiscale : « Sans doute il y a eu des tyrans plus criminels que Nicéphore, mais il n’en est peut-être aucun qui ait excité plus universellement la haine de son peuple. Trois vices méprisables, l’hypocrisie, l’ingratitude et l’avarice, souillèrent son caractère : des talents ne suppléaient pas à son défaut de vertu, et il n’avait point de qualités agréables qui rachetassent son défaut de talent. »
Néanmoins, les historiens modernes ont progressivement réévalué Nicéphore, allant jusqu'à louer certaines de ses décisions de politique économique et fiscale. Michel Kaplan le qualifie « d'empereur remarquable », mettant fin au règne d'Irène et à ses décisions fiscales considérées comme ruineuses pour l'Empire. De même, Georges Ostrogorski estime qu'avec lui, l'Empire retrouve « un souverain capable », attentif à mettre de l'ordre dans la situation économique et financière de l'État. Dans l'ouvrage dirigé par Angeliki Laiou sur l'économie byzantine, la refondation du système fiscal est jugée réussie puisqu'elle débouche sur un accroissement des échanges et des flux monétaires, bien que certaines de ses mesures soient critiquées comme sa législation sur les prêts à intérêts. Leslie Brubaker et John Haldon voient dans les réformes de Nicéphore un ensemble cohérent pour améliorer la situation de l'Empire. Ils défendent l'idée que le système thématique sur lequel s'appuie le système impérial jusqu'au XIe siècle est largement fondé par Nicéphore.
La seule monographie à être parue sur Nicéphore est la thèse de Pavlos Niavis en 1984. Dans cet ouvrage, il estime que cet empereur est l'un des rares à avoir porté un ensemble de réformes cohérentes, là où les autres basileus prennent généralement des mesures ponctuelles sans plan d'ensemble qui ne visent qu'à pallier épisodiquement les difficultés rencontrées. En revanche, il estime que sa politique étrangère demeure son point faible. Son manque d'expérience militaire a pu jouer un rôle dans la récurrence de révoltes dans l'armée et dans son échec contre les Bulgares. Louis Bréhier juge pour sa part que « son tort fut de sous-estimer les forces de ses adversaires et d'agir vis-à-vis d'eux avec la même désinvolture orgueilleuse que s'il avait eu à leur opposer des armées fortes et disciplinées. De là les échecs qui le conduisirent à sa perte. » Plus largement, les historiens s'accordent aussi pour reconnaître que la fin tragique de Nicéphore constitue son plus grand échec, laissant l'Empire face à une menace mortelle. Pour Warren Treadgold, si cet événement est un désastre, il n'éclipse pas les réussites durables de Nicéphore comme l'accroissement de la présence impériale dans les Balkans au travers de la colonisation, le renforcement de l'armée et la bonne santé financière et économique de l'Empire. Il voit en lui un homme désireux de renforcer la richesse, la solidité voire d'étendre l'Empire, peu importent les oppositions face à lui. Il conclut ainsi que, « s'il a réussi à imposer ses vues la majeure partie du temps, ses ambitions mettaient tellement en tension les ressources de l'Empire que, fatalement, les choses allaient finir par mal tourner. Ce qui fut effectivement le cas. Il était en avance sur son temps et, comme bien souvent dans pareils cas, il alla trop vite pour son époque. »

## Union et postérité
Les origines familiales de Nicéphore demeurent profondément méconnues et le nom même de sa femme n'est pas rapporté par les sources. En revanche, ses deux enfants sont connus.
- Staurakios (né vers 778) est rapidement couronné co-empereur et associé à son père dans le gouvernement de l'Empire, en vue de sa succession. Pour lui trouver une épouse, Nicéphore organise un concours de beauté, une pratique usuelle à l'époque et sélectionne une femme du nom de Théophano, parente d'Irène l'Athénienne. Par ce choix, Nicéphore espère peut-être renforcer sa légitimité en associant sa famille avec celle de l'impératrice qu'il a renversée mais qui était soutenue par des membres de l'aristocratie et du clergé[119]. Brièvement empereur après la mort de son père, Staurakios décède quelques mois plus tard des suites de ses blessures.
- Procopia, fille de Nicéphore, est mariée à Michel Ier Rhangabé qui succède à Staurakios dès l'automne 811 et reste empereur deux ans avant de renoncer au pouvoir. Ils ont au moins cinq enfants.